# 鉄のカーテン (映画)
『鉄のカーテン』（The Iron Curtain）は、ウィリアム・A・ウェルマン監督、ダナ・アンドリュース及びジーン・ティアニー出演の1948年のアメリカ合衆国のスリラー映画である。イゴール・グーゼンコの回想録を基にミルトン・クリムスが脚本を執筆した。撮影はカナダのオンタリオ州オタワで行われた。後に再公開された際には『Behind the Iron Curtain』という題が使われた。
ソ連の作曲家のドミートリイ・ショスタコーヴィチはパブリックドメインとなっていた自作がこの映画で使われたとして配給の20世紀フォックスを相手に著作権裁判を起こした。

## プロット
1943年、暗号解読の専門家であるイゴール・グゼンコは、ソ連軍のトリゴーリン大佐とクリン少佐と共に在オタワのソ連大使館に着任し、活動拠点を立ち上げる。
取り扱う事柄が機密事項で極秘であると言われたイゴールは、早速、上司に試される。上司は、魅惑的なニーナ・カラノヴァにイゴールを誘惑させるが、イゴールは共産主義のみならず、妻のアンナにも忠実であることを示す。アンナはその後間も無く、妊娠したという知らせと共にオタワに到着する。
トリゴーリンと警備責任者のラノフは、カナダ共産党の創設者ジョン・グラブと会う。彼らの主なターゲットの1つは、ハロルド・ノーマン博士が原子力に転用しようとしているウランの研究成果であり、彼らはノーマン博士を共産陣営に引き込もうとする。
その後、原爆により第二次世界大戦は終結する。息子を産んだアンナは、家族の将来について深刻な不安を抱くようになる。イゴールも、同僚のクリンが精神を病んで逮捕された後、同様の不安を抱き始める。イゴールはモスクワへの転属を伝えられると、行動を起こすことを決意する。彼は大使館から秘密文書を持ち出し、自分に何かあった場合に備えてアンナに隠すように言う。トリゴーリンとラノフはイゴールの命、そしてソ連にいる彼とアンナの家族のことを持ち出してイゴールを脅すが、イゴールは書類の返還を拒否する。そこへアンナが通報した地元警察が到着し、機密書類はカナダ当局の手に渡り、大々的に報道される。
グラブと他の数人は、失敗の責任を取るためにソ連に呼び戻される。イゴールが持ち出した書類のおかげで、カナダ政府は国内の共産主義陰謀グループの解体に成功し、グゼンコ一家を保護し居住権を与える。映画は、クゼンコ一家が王立カナダ騎馬警察に守られながら暮らす様子を描いて終わる。「しかし、彼らは未来への期待を失ってはいない。自分たちと子供たちの安全は、民主主義的な生活にかかっていることを彼らは知っている」

## キャスト
- イゴール・グーゼンコ（英語版） - ダナ・アンドリュース
- アンナ・グーゼンコ - ジーン・ティアニー
- ニーナ・カラノヴァ - ジューン・ハヴォック（英語版）
- ジョン・グラッブ - ベリー・クルーガー（英語版）
- フォスター夫人 - エドナ・ベスト（英語版）
- イリヤ・ラノフ - ステファン・シュナーベル（英語版）
- セミヨン・クリン - エドュアルド・フランツ（英語版）

## 製作
1940年代後半にハリウッドの各社が共産主義者の侵入を題材とした映画の製作を始めると20世紀フォックスはグーゼンコが自身の経験を綴った記事の権利を買った。スタジオはまたソ連に関する記録書『Behind the Iron Curtain』と『The Soviet Spies: The Story of Russian Espionage in North America』の権利をも購入したが、結局その2冊の要素は映画に使われなかった。
ソ連の信奉者たちはオタワでのロケーション撮影の妨害を試みたが、失敗に終わった。